# Tise
Tise är en norsk marknadsplats på Internet skapad 2014 för försäljning av begagnade kläder mellan privatpersoner. Appen kom till Sverige 2018 och har drygt en halv miljon svenska användare.